# Janki (powiat wyszkowski)
Janki – wieś w Polsce, położona w województwie mazowieckim, w powiecie wyszkowskim, w gminie Somianka. Ma status sołectwa.
| SIMC    | Nazwa   | Rodzaj    |
| ------- | ------- | --------- |
| 0520136 | Dwór    | część wsi |
| 0520142 | Podgóra | część wsi |

W latach 1975–1998 wieś należała administracyjnie do województwa ostrołęckiego.
Mieszkańcy wyznania rzymskokatolickiego należą do parafii Narodzenia NMP w Popowie Kościelnym.
Prywatna wieś szlachecka położona była w drugiej połowie XVI wieku w powiecie kamienieckim ziemi nurskiej województwa mazowieckiego. 
Janki sąsiadują od wschodu z Jackowem Dolnym oraz od zachodu z Popowem Kościelnym.
W czasie wojny Janki znajdowały się na linii frontu, mimo ostrzału i bombardowań wieś przetrwała walki. Po żniwach w roku 1952 w wyniku zaprószenia ognia wieś spłonęła w 80%. Elektryfikacja objęła Janki dopiero w 1963 roku. Po 2000 roku ułożono światłowód (2001), położono asfalt (2002) oraz wodociąg (2004).
Przed wojną znajdował się tu majątek ziemski należący do rodziny Skarżyńskich. Pozostał po nim dworek znajdujący się teraz w prywatnych rękach i aleja wysadzona grabami.
Mieszkańcy zajmują się rolnictwem, jednak ziemie są mało urodzajne, dlatego uprawia się tu głównie żyto, owies i ziemniaki. Nad brzegiem Bugu znajdują się pastwiska, które w czasie wiosennych roztopów są zawsze zalewane. Tutejsze rozlewiska z licznymi wyspami, dają schronienie dzikim ptakom żyjącym nad Bugiem. W ostatnich latach czystość rzeki znacznie się polepszyła, dlatego rośnie liczba ptactwa i ryb. Problemem jest zanieczyszczanie rzeki i jej eutrofizacja.
W sąsiedztwie Janek kręcono 19. odcinek „Czterdziestolatka” pt. „Z dala od ludzi czyli coś swojego”, w którym Stefan Karwowski kupuje działkę letniskową.